# Couvains (Manche)
Couvains – miejscowość i gmina we Francji, w regionie Normandia, w departamencie Manche.
Według danych na rok 1990 gminę zamieszkiwało 426 osób, a gęstość zaludnienia wynosiła 28 osób/km² (wśród 1815 gmin Dolnej Normandii Couvains plasuje się na 490. miejscu pod względem liczby ludności, natomiast pod względem powierzchni na miejscu 231.).